# Paul Desforges-Maillard
 (juillet 2018).
Si vous disposez d'ouvrages ou d'articles de référence ou si vous connaissez des sites web de qualité traitant du thème abordé ici, merci de compléter l'article en donnant les références utiles à sa vérifiabilité et en les liant à la section « Notes et références ».
Pour les articles homonymes, voir Desforges et Maillard.
Paul Desforges-Maillard, né au Croisic le 24 avril 1699 et mort dans la même ville le 10 décembre 1772, est un poète français.

## Biographie
Paul Desforges-Maillard est le fils de Paul Maillard, sieur des Forges, négociant au Croisic, marguillier de la paroisse et maire du Croisic en 1712, et de Marie Audet. 
Il fait ses études chez les Jésuites de Vannes puis fait son droit à Nantes et est reçu avocat au parlement de Bretagne. Il semble qu’il ait peu plaidé, s’occupant surtout de composer des poésies qu’il envoyait à des recueils périodiques tels que le Mercure de France ou le Journal de Verdun. Plusieurs de ses essais furent publiés, mais sans être autrement remarqués. Il concourut également, mais sans succès, pour les prix de poésie de l'Académie française.
Déçu de ne pas percer, Desforges-Maillard rédigea une protestation en vers qu’il adressa au Mercure mais que ce dernier refusa de publier. Le poète insista de manière si peu adroite que le Mercure lui ferma définitivement ses colonnes. Desforges-Maillard imagina alors d’y publier ses productions sous un pseudonyme et se fit passer pour une « Mademoiselle Malcrais de La Vigne », dite « la Muse bretonne ». Plusieurs poèmes furent publiés sous ce nom et l’un d’eux, « Les Tourterelles », obtint un très grand succès. L’auteur fut couvert de louanges et le directeur du Mercure alla même jusqu’à adresser à la « demoiselle » prétendue une déclaration d’amour. Mlle Malcrais de La Vigne devint célèbre et elle reçut l’hommage de nombreux poètes, jusqu’à Voltaire à qui elle avait adressé des vers sur La Henriade et qui répondit galamment en envoyant à la poétesse son Histoire de Charles XII assortie de la dédicace suivante :
Toi dont la voix brillante a volé sur nos rives ;
Toi qui tiens dans Paris nos muses attentives ;
Qui sais si bien associer
Et la science et l’art de plaire,
Et les talents de Deshoulière,
Et les études de Dacier…
Desforges-Maillard, embarrassé par cette situation qui devenait chaque jour plus inextricable, avoua la supercherie à Titon du Tillet, auteur du Parnasse français. Celui-ci l’engagea à venir à Paris, où il vit Voltaire, qu’il détrompa mais sans dévoiler publiquement la supercherie. Celle-ci ne tarda pas à s’éventer et la renommée de Mlle Malcrais de La Vigne à s’effondrer. Même Voltaire se détourna du poète qui lui avait pourtant marqué des égards et de l’admiration.
Après un séjour de deux années dans la capitale, Desforges-Maillard retourna au Croisic, sa ville natale, puis fut nommé contrôleur du dixième à Poitiers, avant d'obtenir un nouvel emploi de finances au Croisic, en tant que contrôleur au bureau des fermes, où il mourut en 1772, largement oublié.
La mésaventure de Desforges-Maillard a inspiré Alexis Piron dans sa comédie la Métromanie. Elle a également inspiré une partie importante d’un poème de Robert Browning, The Two Poets of Croisic, publié en 1878. Dans cette œuvre, l’idée de la supercherie est attribuée à l’intelligence (et à la malice) de la sœur de Desforges-Maillard.

## Œuvres
- Poésies de Mlle Malcrais de La Vigne, 1735
- Généalogie, à Mademoiselle Sallé, 1737
- Poésies françaises et latines sur la prise de Berg-op-Zoom, 1748
- Discours sur les bibliothèques publiques, 1751
- Œuvres en vers et en prose, 1759, 2 vol.
- Épître à S. É. Mgr le cardinal Querini, pour remercier S. É. de l'honneur qu'elle lui a fait de traduire en vers latins son idylle des "Arbres"